# Norges Schackförbund
Norges Schackförbund (NSF), eller Norges Sjakkforbund på originalspråket, är en medlemsorganisation för distriktsförbund och schackklubbar i Norge. Förbundet är anslutet till Nordiska Schackförbundet och FIDE. NSF är den norska motsvarigheten till Sveriges Schackförbund.
År 1914 blev NSF stiftat av sju norska schackklubbar. Förbundet utger medlemsbladet Norsk Sjakkblad regelbundet. 2008 fanns det 110 klubbar i 16 distrikt med totalt runt 2500 medlemmar.
Ungdommens Sjakkforbund (USF) är en del av NSF, som är särskilt anpassad för ungdomar. USF har omkring 100 lokala schacklag i Norge.

## Ordförande
- -1979 Arnold J. Eikrem, SK Jarl
- 1979-81 Magnus Monsen, Sandnes
- 1981-83 Alf Øverås, Drammen
- 1983-85 Rolf Tangen, Sarpsborg
- 1985-86 Geir Nesheim, Brugata
- 1986-89 Tom J. Johansen, OSS (schackklubb)
- 1989-93 Ivar Brede Lie, Grane
- 1993-97 Morten Sand, Nordstrand
- 1997-98 Erling Fløtten, Vadsø SK
- 1998-2001 Per Ofstad, Fredrikstad
- 2001-04 Hugo Parr, Nittedal
- 2004-07 Torstein Bae, SK av 1911
- 2007- Jøran Aulin-Jansson, Asker SK